# شیرمحمد آخندزاده
شیرمحمد آخندزاده سیاستمدار اهل افغانستان است. وی از ۲۰۰۱ تا ۲۰۰۵  والی هلمند بود.
او از خانواده آخوندزاده است که در جنگ شوروی در افغانستان نقش اساسی داشتند.